# Буасон Бупхаванх
Буасон Бупхаванх (лаос. ບົວສອນ ບຸບຜາວັນ; нар. 3 червня 1954) — лаоський державний і політичний діяч, двадцятий прем'єр-міністр Лаосу.

## Кар'єра
1990 року закінчив Вищу партійну школу в Москві. Після того керував Державним комітетом з планування народного господарства. Від 3 жовтня 2003 року обіймав посаду першого заступника голови уряду.
2006 року після виходу у відставку Буннянга Ворачіта з посади прем'єр-міністра Буасон Бупхаванх очолив уряд. У грудні 2010 року несподівано подав у відставку, пояснивши своє рішення родинними негараздами.
Після виходу з політики зайнявся дослідженням економічних проблем, обіймав посади радника Центрального комітету Народно-революційної партії Лаосу та директора Національного інституту економічних досліджень. Остаточно відійшов від публічної діяльності в жовтні 2019 року.